# シティライナーおおた

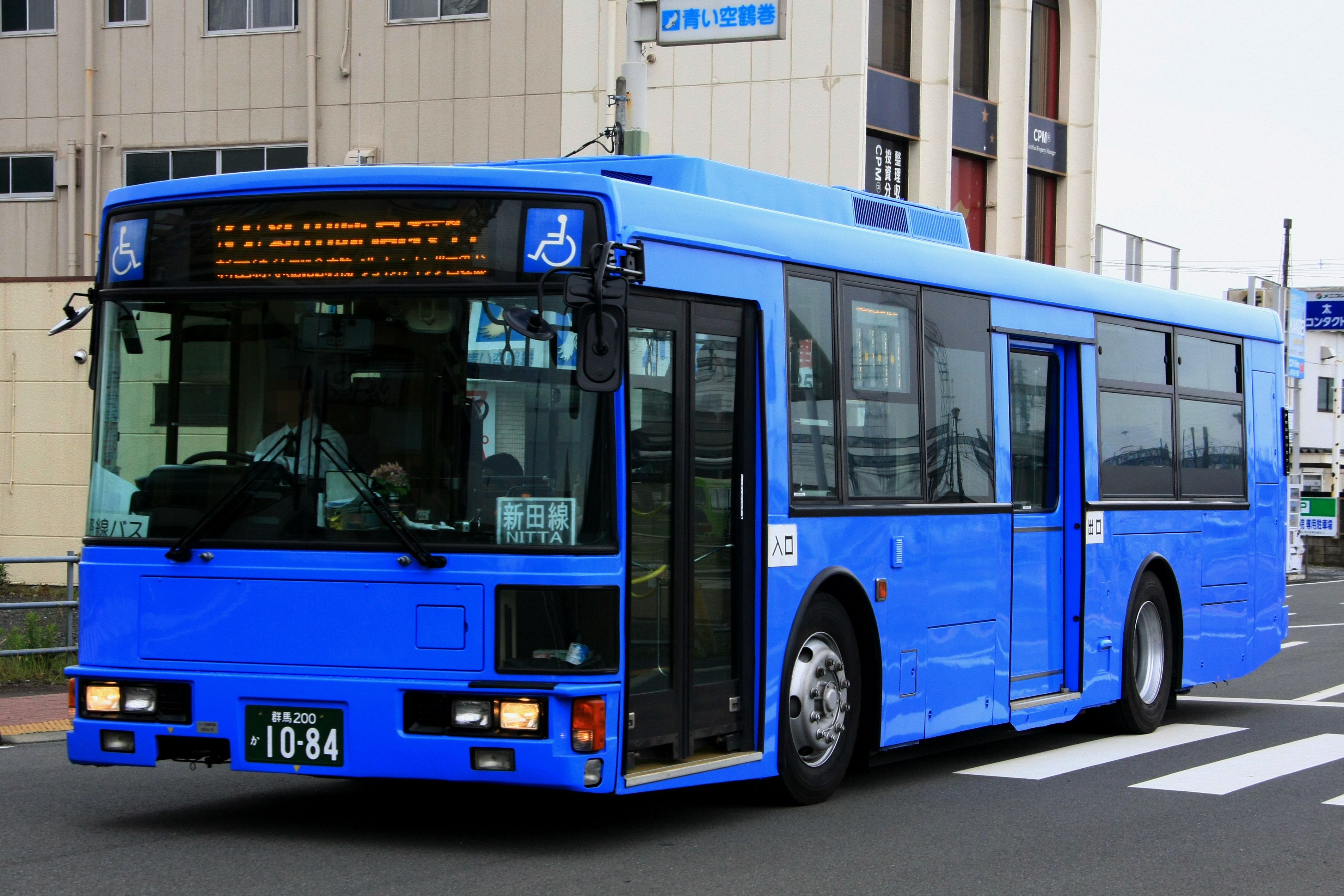
シティライナーおおた（新田線）

太田市営バス「シティライナーおおた」は群馬県太田市が運行するコミュニティバスである。矢島タクシーが運行受託している。
本記事では、太田市が運営するもう一つのコミュニティバスの形態である市営無料バスについても扱う。

## 沿革
- 1996年（平成8年）4月 - 運行開始。
- 2010年（平成22年）4月1日 - 九合線、毛里田線、沢野線、韮川線、休泊線、宝泉線、強戸・藪塚線、新田循環線、太田市街循環線を廃止。
- 2012年（平成24年）4月2日 - 毛里田線を新設。
- 2014年（平成26年）3月29日 - 毛里田線を廃止。
- 2014年（平成26年）4月1日 - 市内循環線を新設。
- 2018年（平成30年）4月9日 - 市営無料バス（西バス、東バス）の運行開始。
- 2020年（令和2年）10月1日 - 市営無料バスの韮川・鳥之郷線、宝泉・新田線の2路線が運行開始。
- 2021年（令和3年）1月31日 - 市内循環線を廃止。

## 運賃・乗車券類

### シティライナーおおた
- 大人 200円、60歳以上・高校生以下 100円
- 定期券、回数券あり

2018年以降、実証実験として運賃無料化が検討されている。

### 市営無料バス
市内小学生登下校用スクールバスの車両を用いて運行される路線バスで、誰でも無料で乗車できるが、スクールバスの設備そのままであるため、手すりや吊り革がなく座席が空いていない場合は乗車できない、車椅子スペースが無い、車内での飲食不可、降車ボタンがないので行先申告制であるなどといった制約がある。またその性質上、車両が本来の用途であるスクールバスとして使用される時間帯は運行されない。

## 現行路線

### シティライナーおおた

#### 新田線
- 新田-1、新田-5[2]： 太田駅北口 - 太田合同庁舎前 - 般若 - 新田診療所前 - 新田暁高校
- 新田-3、新田-4[2]： 太田駅北口 - 太田記念病院 - 太田合同庁舎前 - 般若 - ジョイフルホンダ西 - 新田暁高校
- 新田-2[2]： 太田駅北口 ← 太田記念病院 ← 太田合同庁舎前 ← 般若 ← 新田診療所前 ← 新田暁高校

土・日曜日・祝日、年末年始は運休。

#### 尾島線
- 尾島-1、尾島-2[3]： 太田駅北口 - バスターミナルおおた - 堀江病院前 - 県立がんセンター - 尾島温泉利根の湯 - 尾島庁舎前 - 尾島歴史公園

土・日曜日・祝日、年末年始は運休。

### 市営無料バス
全路線、土日祝日および年末年始は運休。

#### 西バス
- 藪塚駅 - ジョイフル本田新田店 - 尾島温泉利根の湯

#### 東バス
- イオンモール太田 - 休泊行政センター - BUSターミナルおおた

#### 韮川・鳥之郷線
- イオンモール太田 - 韮川行政センター - 毛里田行政センター - 太田記念病院

#### 宝泉・新田線
- ジョイフル本田新田店 - 宝泉行政センター - 太田記念病院

## 過去の路線

### 毛里田線

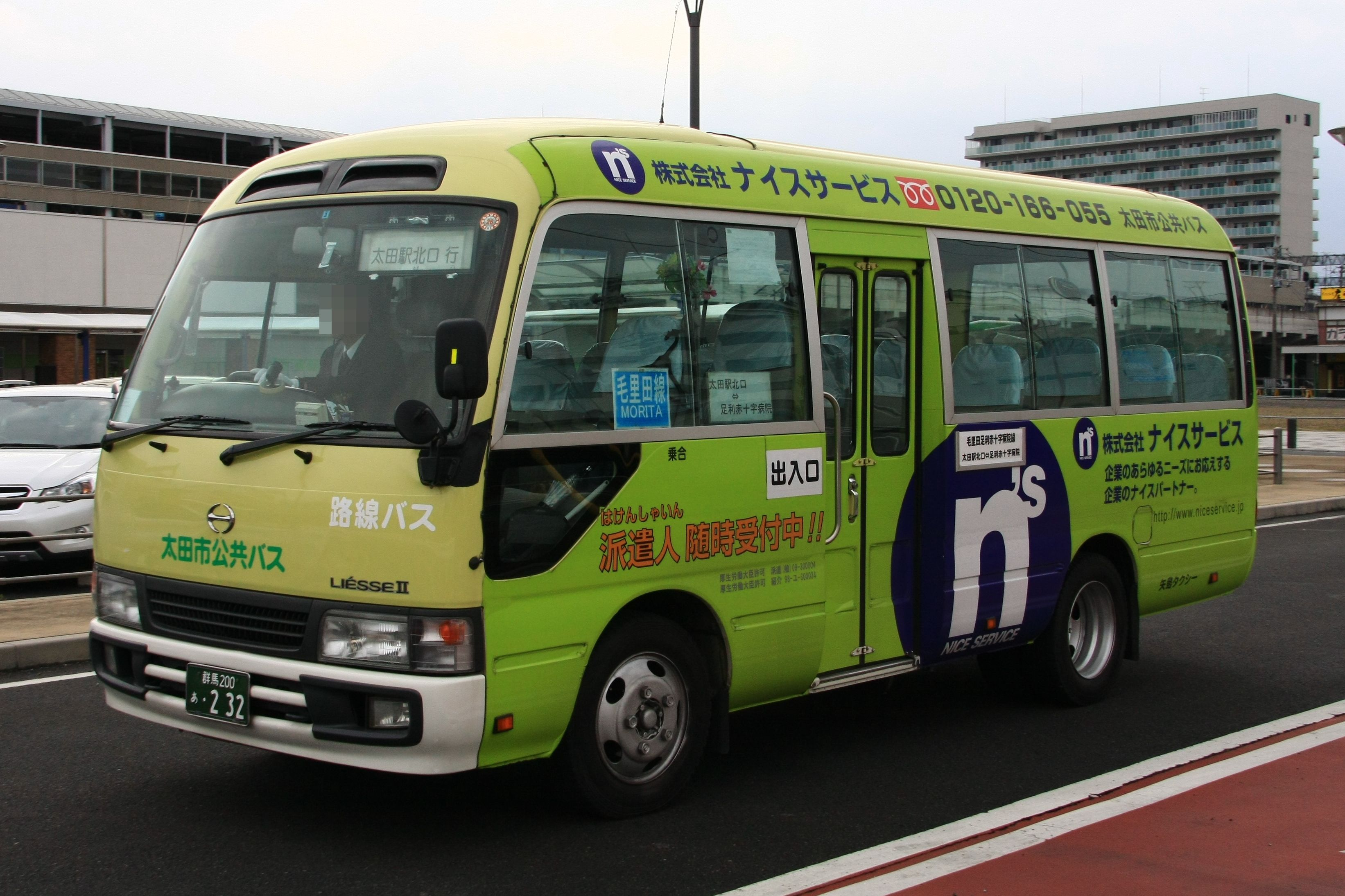
毛里田線の日野・リエッセII

- 毛里田-1： 太田駅北口 - 南金井 - 毛里田行政センター - 足利赤十字病院

土休日運休。2012年4月2日開業。2014年3月廃止。この車両を用いて市内循環線を開始。

### 市内循環線
- 市内循環-1[5]：太田駅北口 → 小舞木町 → 新井町 → 勤労会館前 → 太田記念病院 → 本島病院前 → 太田駅北口
- 市内循環-2[5]：太田駅北口 → 小舞木町 → 新井町 → 勤労会館前 → 太田記念病院 → 北裏通り → 太田駅北口

土・日曜日・祝日、年末年始は運休。2014年4月開業。2022年1月廃止。

### その他
- 九合線
- 毛里田線
- 沢野線
- 韮川線
- 休泊線
- 宝泉線
- 強戸・藪塚線
- 新田循環線
- 太田市街循環線

いずれも2010年3月31日に廃止。